# Blocați (Star Trek: Deep Space Nine)
„Blocați” (titlu original: „Dramatis Personae”) este al 18-lea episod din primul sezon al serialului TV american științifico-fantastic Star Trek: Deep Space Nine. A avut premiera la 30 mai 1993.
Episodul a fost regizat de Cliff Bole după un scenariu de Joe Menosky .

## Prezentare
O navă Klingoniană iese din gaura de vierme și explodează. După acest incident, o rebeliune izbucnește pe stație, sub conducerea Maiorului Kira. 

## Actori ocazionali
- Jeff Pruitt - Ensign
- Tom Towles - Hon'Tihl
- Stephen Parr - Valerian
- Randy Pflug - Guard